# Ascensión Nicol Goñi
Ascensión Nicol Goñi, en religion sœur Ascensión del Corazón de Jesús, (Tafalla, 14 mars 1868 – Pampelune, 24 février 1940) est une religieuse espagnole fondatrice des Sœurs missionnaires dominicaines du Saint-Rosaire et reconnue bienheureuse par l'Église catholique. Elle est commémorée le 24 février selon le Martyrologe romain.

## Biographie
Florentina Nicol Goñi est issue d'une famille de commerçants de Tafalla. Élève à l'école tenue par les dominicaines de Huesca, c'est là qu'elle se sent appelée à la vie religieuse. Après avoir terminé ses études, c'est le 22 octobre 1885 qu'elle entre comme novice dans la communauté des dominicaines. Après sa profession religieuse, qu'elle fait sous le nom de sœur María Ascensión del Corazón de Jesús, elle devient enseignante dans l'école du couvent à Huesca.
En 1912, le gouvernement espagnol ordonne la fermeture du couvent. La communauté est dissoute et Ascensión et ses consœurs sont envoyées comme missionnaires au Pérou. À leur arrivée, elles intègrent le couvent du Patrocinio de Lima, où Ascensión fut nommée prieure. En 1918, c'est avec Mgr Ramon Zubieta qu'elle fonde la congrégation des Missionnaires dominicaines Saint Rosaire. Les constitutions de l'institut sont approuvées le 27 septembre suivant et le 25 mars 1919, le pape Benoît XV reconnaît la congrégation et l'annexe à l'Ordre dominicain. Ascensión Nicol Goñi est nommée supérieure générale.
Dès lors, la nouvelle congrégation s'implante dans de nombreux pays latino-américains, en fondant notamment des écoles et des collèges. Les Missionnaires dominicaines du Saint-Rosaire ont pour but la vie contemplative, l'éducation de la jeunesse et le catéchisme. Ascensión Nicol Goñi développe sa congrégation au Pérou, en Colombie, au Salvador, en Espagne et en même Chine, où elle se rend par trois voyages. En 1926, elle est nommée directrice du Collège national de Cuzco. En parallèle, elle exerce la fonction de supérieure générale jusqu'à sa mort, malgré la maladie. Elle meurt le 24 février 1940 à Pampelune, considérée comme une sainte.

## Béatification
C'est le 24 septembre 1962 que la cause en béatification et canonisation d'Ascensión Nicol Goñi débute dans le diocèse de Pampelune, après l'approbation du Saint-Siège. L'enquête diocésaine est clôturée le 24 avril 1968 puis transférée à Rome pour y être étudiée par la Congrégation pour les causes des Saints.
Le 12 avril 2003, le pape Jean-Paul II reconnaît l'héroïcité de ses vertus et la déclare vénérable.
Le 20 décembre 2004, Jean-Paul II reconnaît l'authenticité d'un miracle attribué à l'intercession d'Ascensión Nicol Goñi et signe le décret de béatification. Celle-ci est célébrée le 14 mai 2005 dans la basilique Saint-Pierre de Rome, présidée par le cardinal José Saraiva Martins.